# Галихманов, Вадим Рашидович
Вадим Рашидович Галихманов (род. 14 сентября 1968, Горький) — советский и российский хоккеист, защитник.

## Биография
Воспитанник горьковского «Торпедо», окончил нижегородскую СДЮШОР в 1985 году. Дебютировал за команду в сезоне 1985/86, провёл в её составе 12 сезонов. В это время играл также за «Кварц» Бор, «Россию» Краснокамск, «Торпедо-2». В сезоне 1996/97 выступал за команду чемпионата Финляндии «Киекко-Эспоо». В низших лигах России играл за «Витязь» Подольск (1999/2000), «Саров» (2002/03), «Белгород» (2003/04), «Лукойл-Волга» / «Кстово» (2005/06 — 2006/07), «Владимир» (2008/09). В чемпионате Белоруссии выступал за «Витебск» (2004/05 — 2005/06), «Керамин» (2004/05).
Игрок любительских и ветеранских турниров.